# Fagyal-kökény sövény
A fagyal-kökény sövény (Ligustro-Prunetum R. Tx., 1952) a melegkedvelő szubmediterrán cserjések (Berberidion Br-Bl.) társulástani csoportjának egyik, Magyarországon is elterjedt növénytársulása.
Közép-Európában gyakori cserjés. Főleg mészkőhányásokon, molyhos-tölgyesek és mészkedvelő bükkösök, gyertyános–tölgyesek szegélyében. Magyarországon a botanikusok kevéssé figyeltek fel rá, így a nemzeti élőhely-osztályozó rendszer sem említi. 
Jellemzőbb fajai:
- fagyal (Ligustrum vulgare),
- veresgyűrű som (Cornus sanguinea), és
- rózsafajok (Rosa rubiginosa, Rosa elliptica, Rosa micrantha)°.